# 17 clipe ale unei primăveri
17 clipe ale unei primăveri sau Șaptesprezece clipe ale primăverii (în rusă Семнадцать мгновений весны, transliterat: Semnadțatî mgnovenii vesnî) este un serial de televiziune sovietic din 1973, în douăsprezece părți, regizat de Tatiana Lioznova și bazat pe romanul cu același titlu al lui Iulian Semionov, Valiza cu amprente sau Șaptesprezece clipe ale primăverii.
Serialul prezintă isprăvile colonelului Maxim Isaev, un spion sovietic care operează în Germania nazistă sub numele de Max Otto von Stierlitz, interpretat de Veaceslav Tihonov. Stierlitz este infiltrat ca agent adormit în 1927, cu mult înainte de preluarea de către naziști a Germaniei de dinainte de război. Apoi se înrolează în NSDAP și avansează în grad, devenind un important ofițer nazist de contrainformații. El recrutează mai mulți agenți dintre intelectualii germani dizidenți și clerul persecutat. Stierlitz descoperă, iar ulterior face planuri de a perturba, negocierile secrete dintre Karl Wolff și Allen Dulles care au loc în Elveția, menite să creeze o pace separată între Germania și Aliații din vest. Între timp, Gestapo sub conducerea lui Heinrich Müller îl caută pe spionul rezident sovietic neidentificat și rețeaua sa.
Serialul este considerat a fi cel mai de succes thriller de spionaj sovietic realizat vreodată și este unul dintre cele mai populare seriale de televiziune din istoria sovietică. Două melodii ale serialului, „Momente” și „Cântecul despre patria îndepărtată”, au fost foarte apreciate de critici. 
Filmările au avut loc din 1971 până în 1973. Premiera filmului a fost programată de Ziua Victoriei în mai 1973, dar a fost amânată din motive politice, din cauza vizitei conducătorului sovietic Leonid Brejnev în Germania în acele zile.

## Rezumat
Februarie 1945, Germania Nazistă. Max Otto von Stierlitz, un respectat SS-Standartenführer din Ausland-SD, este de fapt spionul sovietic Maxim Isaev, care s-a infiltrat în sistemul german în urmă cu mulți ani. Cu toate că Adolf Hitler este hotărât să continue cel de-al Doilea Război Mondial, Walter Schellenberg îl convinge pe Heinrich Himmler să înceapă negocieri secrete cu americanii, sperând să ajungă la un acord de pace separat, care să le permită germanilor să-și concentreze toate forțele pe Frontul de Răsărit. Între timp, Ernst Kaltenbrunner devine suspicios față de Stierlitz și îi ordonă lui Heinrich Müller să întreprindă o anchetă secretă asupra lui.
Stierlitz primește ordin de la Moscova să verifice dacă americanii și germanii au un canal secret de comunicare și, în caz afirmativ, să dejoace orice posibilă înțelegere. Misiunea lui se complică atunci când casa ajutoarelor sale, operatorii radio Erwin și Katherin Kinn, este bombardată. Erwin este ucis, iar soția sa însărcinată este dusă la spital, amenințând că îl va compromite pe Stierlitz. El recrutează doi noi consilieri — profesorul Pleischner, un fost membru al rezistenței germane, și pastorul Schlag, un cleric care dezaprobă regimul. În tot acest timp, Stierlitz trebuie să ducă o adevărată bătălie a creierelor cu Müller, care încearcă să-l expună ca agent inamic. De asemenea, trebuie să manevreze între facțiunile opuse din cadrul Biroului Principal de Securitate, deoarece diferiți oficiali de rang înalt se luptă pentru putere.
După ce și-a dat seama că Himmler și Schellenberg l-au trimis pe Karl Wolff să negocieze cu Allen Dulles în Elveția neutră, Stierlitz — pariind pe rivalitățile dintre plenipotențiarii naziști — reușește să divulge detaliile negocierilor, desfășurate sub numele de cod Operation Sunrise, atât lui Hitler, cât și lui Stalin. Sovieticii, care dețin acum dovezi, cer să înceteze aceste contacte și președintele Roosevelt este obligat să se conformeze. Himmler îl convinge pe Hitler că totul a fost doar o încercare de a semăna neîncrederea între Aliați. La 24 martie 1945, Stierlitz, care a reușit să înlăture toate suspiciunile împotriva lui, revine la îndatoririle sale. În final, Armata Roșie se apropie constant de Berlin.

## Distribuție
1. Veaceslav Tihonov — Max Otto von Stierlitz
2. Evgheni Evstigneev — Profesorul Pleischner
3. Lev Durov — Klaus
4. Svetlana Svetlicinaia — Gabi Nabel
5. Nikolai Volkov — Erwin Kinn
6. Ekaterina Gradova — Katherin Kinn
7. Oleg Tabakov — Walter Schellenberg
8. Leonid Bronevoi — Heinrich Müller
9. Mihail Jarkovski — Ernst Kaltenbrunner
10. Emilia Milton — Mrs Saurich
11. Otto Mellies — Helmut Kolder
12. Olga Soșnikova — Barbara Krein
13. Nikolai Prokopovici — Heinrich Himmler
14. Evgheni Kuznețov — Friedrich-Wilhelm Krüger
15. Edvard Izotov — Rudolf Schmundt
16. Vladimir Udalov — Wilhelm Burgdorf
17. Rostislav Pleatt — Pastor Fritz Schlag
18. Iuri Vizbor — Martin Bormann
19. Nikolai Grițenko — General in the train
20. Leonid Kuravliov — Kurt Eismann
21. Fritz Diez — Adolf Hitler
22. Vasili Lanovoi — Karl Friedrich Otto Wolff
23. Valentin Gaft — Gaevernitz
24. Vladimir Kenigson — Krause
25. Eleonora Șașkova — soția lui Isaev
26. Alexei Safonov — Jürgen Rolf
27. Konstantin Jeldin — Wilhelm Holthoff
28. Lavrenti Masoha — Scholz
29. Andro Kobaladze — Iosif Vissarionovici Stalin
30. Wilhelm Burmeier — Hermann Göring
31. Ian Ianakiev — Eugen Dollmann
32. Veaceslav Șalevici — Allen Dulles
33. Alexei Eibojenko — Max Husmann
34. Vladimir Emelianov — Wilhelm Keitel
35. Alexei Boriașinov — Albert Speer

## Producție

### Context
La sfârșitul anilor 1960, după ce Iuri Andropov a devenit președintele Comitetului pentru Securitatea Statului (KGB) al Uniunii Sovietice, a lansat o campanie de îmbunătățire a imaginii serviciului, care a fost asociată în primul rând, în opinia publicului, cu rolul acestuia în represiunile politice efectuate de guvern. Andropov a încurajat o serie de romane, cântece, filme și alte lucrări care glorificau agenții KGB, concentrându-se asupra celor care servesc în străinătate - în speranța de a atrage în organizație recruți tineri și educați. Producția de televiziune 17 clipe ale unei primăveri a făcut parte din această tendință.

### Început
În 1965, autorul Iulian Semionov, un scriitor sovietic de cărți de spionaj, a compus romanul Nu este nevoie de parolă (în rusă Пароль не нужен), în care a prezentat pentru prima dată personajul lui Vsevolod Vladimirov – un tânăr agent al poliției secrete CEKA care se infiltrează în personalul amiralului Alexander Kolceak sub pseudonimul Maxim Isaev. Nu este nevoie de parolă a devenit un succes în rândul cititorilor. A fost adaptat pentru ecran în 1967, iar filmul omonim a atras peste 20 de milioane de spectatori. Semionov a publicat o continuare, Maiorul „Vârtej” (în rusă Майор Вихрь), în același an. În 1968 a fost invitat la o întâlnire cu Andropov, care i-a spus că a citit Nu este nevoie de parolă și i-a plăcut. După interviu, Semionov a început să coopereze direct cu KGB și a primit acces la arhivele sale. Al treilea roman care îl prezintă pe Isaev, 17 clipe ale unei primăveri a fost inspirat de o sugestie a președintelui însuși; Semionov l-a scris în mai puțin de două săptămâni. În noua carte, Isaev a fost – pentru prima dată – protagonistul principal, care operează în cadrul sistemului de informații german sub masca ofițerului SS Stierlitz. S-a decis ca romanul să fie transformat într-un serial de televiziune în 1969, chiar înainte de a fi publicat. Personajul lui Stierlitz a reflectat conceptul propriu al lui Andropov despre spionul ideal sovietic: calculat, modest, devotat țării sale și mai presus de toate un intelectual, îndeplinindu-și misiunea depășindu-și dușmanii. Semionov s-a inspirat la crearea lui Stierlitz în primul rând, deși nu exclusiv și într-un mod liber, după un ofițer Gestapo devenit agent sovietic, Willi Lehmann. Negocierile americano-germane dejucate de Stierlitz au fost modelate după adevăratul acord la care au ajuns Allen Dulles și Karl Wolff în 1945, care a dus la capitularea Wehrmacht-ului în nordul Italiei la 2 mai 1945. În romanul lui Semionov se menționează sintagma „17 clipe ale unei primăveri” cu referire la versurile unui cântec cântat de Marika Rökk, o vedetă populară în Germania nazistă.
Creatorii serialului s-ar fi putut inspira și dintr-un film britanic din 1958, Spionul cu 2 capete (The Two-Headed Spy), în care un general german de rang înalt este într-adevăr un spion britanic și are un interpret care codifică mesaje secrete în acompaniamente de pian. În filmul britanic mai apar și Ernst Kaltenbrunner și Heinrich Müller, ale căror interacțiuni cu spionul sunt oglindite și în 17 clipe ale unei primăveri, într-o asemănare destul de surprinzătoare.

### Dezvoltare
Regizoarea Tatiana Lioznova de la studioul de film M. Gorki a descoperit 17 clipe ale unei primăveri în timp ce citea un fragment din aceasta în revista Znamia; ea a hotărât că îl va adapta pentru ecran. Până atunci, Semionov a negociat deja între timp, cu succes, un acord cu studioul Lenfilm pentru a produce serialul. Lioznova a exercitat presiuni puternice asupra lui și, în cele din urmă, l-a convins pe autor să anuleze aranjamentul cu compania din Leningrad. Semiovno i-a scris lui Serghei Lapin, președintele Comitetului de Stat pentru Televiziune și Radio, și i-a cerut să permită studioului M. Gorki să preia proiectul.
Lioznova a făcut mai multe modificări materialului lui Semionov: a avut în vedere personajul doamnei Saurich, o nemțoaică în vârstă cu care Stierlitz urma să aibă conversații ocazionale, pentru a-l face mai amabil; autorul a aprobat-o cu ezitare și a scris mai multe astfel de scene. Actrița Faina Ranevskaia, căreia regizoarea i-a oferit rolul, a refuzat să-l interpreteze, spunând că este „o prostie oribilă”. În cele din urmă, Lioznova a decis să improvizeze rolul în timpul filmărilor și i-a dat rolul Emiliei Milton.
Munca la serial a fost supravegheată de KGB: adjunctul lui Andropov, generalul colonel Semen Tzvigun a servit ca un consultant șef, alături de alți ofițeri de rang înalt ai serviciului. Ei au încurajat-o pe Lioznova să facă alte modificări în scenariu: a fost inclus un flashback de la ultima întâlnire a lui Stierlitz cu soția sa. Regizoarea a insistat să păstreze scena fără cuvinte de la început de șase minute, în ciuda obiecțiilor altor producători, care au susținut că este prea monotonă. Această scenă a devenit ulterior una dintre cele mai memorabile părți ale serialului.

### Casting
Primul candidat pentru rolul lui Stierlitz a fost actorul Innokenti Smoktunovski, care a refuzat cererea după ce a aflat că va trebui să-și părăsească casa pentru mai bine de doi ani pentru filmări. Ulterior, Arcil Gomiașvili a făcut o audiție pentru rol, dar a părăsit proiectul după ce a primit rolul lui Ostap Bender în viitoarea adaptare a lui Leonid Gaidai, 12 scaune. În cele din urmă, Veaceslav Tihonov a fost ales să-l interpreteze pe protagonistul principal. Leonid Kuravliov a fost un candidat timpuriu pentru a fi ales în rolul lui Hitler, dar a primit rolul ofițerului SS Eismann; actorul est-german Fritz Diez l-a portretizat pe dictator, marcând a cincea sa apariție în acest rol pe ecran. Oleg Tabakov semăna fizic cu Walter Schellenberg, pe care l-a portretizat în serial – nepoata acestuia din urmă, care locuia în Germania de Est, i-a scris chiar actorului o scrisoare în care îi apreciază munca; în același timp, producătorilor le lipsea orice imagine a lui Heinrich Müller și, astfel, l-au ales pe Leonid Bronevoi, care era foarte diferit ca înfățișare.

### Filmări
Lioznova a început filmările în martie 1971; prima parte a filmărilor a avut loc în Germania de Est, în principal la Berlin. Echipa de producție a rămas acolo până la sfârșitul verii. Scenele care au loc în Berna au fost filmate în Hohnstein, districtul Sächsische Schweiz. Echipa s-a întors la Moscova pentru a lucra în continuare în Studioul de Film Gorki. La începutul anului 1972, au pornit spre RSS Gruzină, pentru a folosi munții de lângă Tbilisi ca înlocuitori pentru Alpii elvețieni prezentați în serie. După ce echipa s-a întors la Moscova pentru a finaliza câteva sesiuni suplimentare, filmările s-au încheiat în toamna anului 1972.
Echipa de producție a întâmpinat mai multe probleme: actorul Lev Durov și-a bătut joc de membrii comitetului care acordau permise de călătorie, ceea ce a dus la refuzul de a-i permite să părăsească URSS. Scenele care au implicat personajul său au trebuit să fie filmate mai degrabă la Moscova decât în Germania de Est, așa cum era planificat. La Berlin, Tikhonov și-a îmbrăcase costumul înainte de a părăsi hotelul; a fost la un pas de a fi arestat de Poliția Populară. Actorul Lavrenti Masoha, care l-a interpretat pe adjutantul șef al lui Müller, Scholz, a murit în urma unui atac de cord la 20 iunie 1971, înainte ca serialul să fie finalizat.

### Muzică
Mikael Tariverdiev, șeful Breslei Compozitorilor din Asociația Cinematografelor Sovietice, a refuzat la început să scrie coloana sonoră a serialului, dar s-a răzgândit după ce a citit scenariul. El a scris versuri pentru zece melodii diferite care au urmat să fie prezentate în coloana sonoră; întrucât s-a decis ulterior să se bazeze în principal pe muzică instrumentală, doar două dintre acestea au fost incluse în versiunea finală – „Undeva departe” și „Momente”. Primul solit invitat să le cânte a fost Vadim Mulerman, dar a fost trecut pe lista neagră și i s-a interzis să cânte în public în 1971, după ce a inclus o melodie în limba idiș în repertoriul său, o mișcare neaprobată de autorități în urma Războiului de Șase Zile. După Mulerman, Muslim Magomaiev a fost luat în considerare pentru rol, acesta a înregistrat propria versiune a textului; cu toate acestea, producătorii au decis că vocea lui nu era potrivită pentru atmosfera intrigii serialului și l-au ales pe Joseph Kobzon. Deși i s-a permis să interpreteze cântecele, acesta din urmă a fost supus și campaniei antievreiești a instituției; prin urmare, el nu a fost menționat în generice. În ciuda acestui fapt, Kobzon a fost apreciat ulterior pentru munca sa la muzica serialului.

### Aprobare
La începutul anului 1972, după ce a fost supus montajului, a avut loc o pre-avanpremieră a materialelor lui Lioznova în fața unui comitet de oficiali de televiziune de rang înalt. Seria a fost primită cu multe critici; mulți dintre cei prezenți au fost indignați, susținând că se lasă impresia că al Doilea Război Mondial a fost câștigat „de câțiva spioni”. Pentru a satisface cerințele lor, regizoarea a adăugat o cantitate mare de scene cu știri din timpul războiului despre luptele Armatei Roșii.
O altă proiecție a avut loc pentru Iuri Andropov. Președintele a făcut două solicitări: să se elimine din generice numele consultanților KGB care erau în serviciu activ și să le înlocuiască cu pseudonime – Tzvigun, de exemplu, a devenit „General S.K. Mișin”. El a cerut, de asemenea, să facă o mențiune despre mișcarea comunistă germană și liderul acesteia, Ernst Thälmann. S-a adăugat o scenă scurtă în care Stierlitz își amintește că l-a văzut pe Thälmann și a fost impresionat de fervoarea Asociației Luptătorilor Frontului Roșu (în germană: Roter Frontkämpferbund). 

## Recepție

### Transmisie TV
| Episod | Data de difuzare originală | Durata în versiunea originală din 1973 | Durata în versiunea color din 2009 | Tăiere material (%) |
| ------ | -------------------------- | -------------------------------------- | ---------------------------------- | ------------------- |
| 01     | 11 august 1973             | 01:08:42                               | 51:21                              | ~25 %               |
| 02     | 12 august 1973             | 01:09:01                               | 51:37                              | ~26 %               |
| 03     | 13 august 1973             | 01:06:10                               | 51:20                              | ~22 %               |
| 04     | 14 august 1973             | 01:15:20                               | 51:50                              | ~32 %               |
| 05     | 16 august 1973             | 01:05:32                               | 51:58                              | ~21 %               |
| 06     | 17 august 1973             | 01:12:15                               | 52:22                              | ~27 %               |
| 07     | 18 august 1973             | 01:10:29                               | 51:13                              | ~27 %               |
| 08     | 19 august 1973             | 01:05:13                               | 51:24                              | ~21 %               |
| 09     | 20 august 1973             | 01:18:49                               | 52:32                              | ~33 %               |
| 10     | 21 august 1973             | 01:07:38                               | 51:39                              | ~24 %               |
| 11     | 23 august 1973             | 01:04:50                               | 51:12                              | ~21 %               |
| 12     | 24 august 1973             | 01:06:11                               | 51:56                              | ~22 %               |

### Reacția publicului
Difuzat în premieră la ora 19:30 de canalul Programul Unu între 8 iulie și 24 august 1973, 17 clipe ale unei primăveri a fost extrem de popular în Uniunea Sovietică: Klaus Mehnert a afirmat că, în timpul difuzării sale inițiale, audiența estimată pentru fiecare episod a fost între 50 și 80 de milioane de telespectatori, devenind astfel cel mai de succes serial de televiziune al timpului său.
Ivan Zasurski a descris primirea seriei de către public: „în timpul primei sale transmisiuni, străzile orașului s-au golit. A fost un hit mai mare decât viața, atrăgând un public mai mare decât meciurile de hochei.” Ratele criminalității au scăzut semnificativ în timpul transmisiunilor;  centralele electrice au trebuit să-și mărească producția în același timp, deoarece funcționare a numeroase televizoare a provocat o creștere a consumului de energie electrică. Oleg Kharkhordin a scris că 17 clipe ale unei primăveri  a devenit un serial „idol”, iar Richard Stites a adăugat că este „un blockbuster de televiziune”.
Potrivit asistentului său personal Alexei Cernaiev, Leonid Brejnev a fost un fan devotat al serialului 17 clipe ale unei primăveri și a vizionat întregul serial de aproximativ douăzeci de ori. Autorul Anthony Olcott a susținut că s-a zvonit că Brejnev a mutat reuniunile Comitetului Central al Partidului Comunist al Uniunii Sovietice pentru a nu rata episoadele serialului.
17 clipe ale unei primăveri a rămas foarte popular după prima sa difuzare în 1973. A fost retransmis anual până la destrămarea URSS, de obicei în preajma Zilei Victoriei, și a continuat să fie difuzat ulterior de televiziunea rusă.
În 1983, un scriitor al revistei poloneze Kultura din Paris a descris 17 clipe ale unei primăveri drept „cea mai de succes producție de televiziune din istoria Uniunii Sovietice”.
În 1995, după o altă reluare, comentatorul rus Divanov a remarcat: „La fel ca acum 20 de ani, străzile orașului s-au golit în timpul emisiunii... O scădere a nivelului criminalității aproape la zero a fost observată în orașe, ceea ce mărturisește popularitatea serialului 17 clipe ale unei primăveri.” David MacFadyen l-a considerat „cea mai faimoasă dramă de spionaj rusă”.

### Premii
În 1976, regizoarea Lioznova, directorul de imagine Piotr Kataev și actorii principali Tihonov și Leonid Bronevoi au primit Premiul de Stat al Fraților Vasiliev al RSFSR pentru munca lor la acest serial de televiziune.
În 1982, după ce a vizionat o altă reluare a tuturor episoadelor, Brejnev a fost excepțional de emoționat: garda lui de corp Vladimir Medvedev și-a amintit că șeful statului sovietic, s-a întrebat despre adevărata identitate a lui „Stierlitz” zile întregi după aceea și a vrut să îi acorde agentului titlul de Erou al Uniunii Sovietice, într-o altă versiune a acestor evenimente, Cernaiev a adăugat că, atunci când șeful statului a aflat că Stierlitz era un personaj fictiv, a ordonat să i se ofere lui Tihonov ordinul civil paralel, deErou al Muncii Socialiste. Soția compozitorului Mikael Tariverdiev, Vera, a povestit că Brejnev a decis să acorde onoruri altor membri ai echipei și ai distribuției. La nouă ani după prima difuzare a serialului, soțul ei a primit Ordinul Steagul Roșu al Muncii pentru contribuția sa la acesta.  În același an, regizoarea Lioznova și actorul Rostislav Plyatt au primit Ordinul Revoluției din Octombrie; Oleg Tabakov, Leonid Bronevoi și Evgheni Evstigneiev au primit Ordinul Steagul Roșu al Muncii, iar Ekaterina Gradova a primit Ordinul Prietenia Popoarelor. 
La 23 decembrie 2009, la două săptămâni după moartea sa, Tihonov a fost distins postum cu Medalia Serviciuluiui Federal de Securitate al Rusiei pentru Sprijin în Luptă, ca un tribut adus portretizării lui Stierlitz.

### Interpretare
Richard Taylor și D.W. Spring au remarcat că 17 clipe ale unei primăveri a fost „singurul succes sovietic contemporan adevărat de spionaj”; în timp ce subiectul spionajului nu era neobișnuit în cinematografia și televiziunea țării, acesta era de obicei stabilit într-un tipar conform conceptului de luptă de clasă: în care sovieticii cinstiți se confruntă cu americanii capitaliști corupți, iar la americani exista întotdeauna cel puțin un agent operativ de nivel / de origini umile care ar avea o oarecare simpatie pentru comunism. Serialul lui Lioznova a fost produs atunci când „fundamentele ideologice ale genului se topeau deja” și nu a prezentat practic niciun mesaj politic în acest sens.
Richard Sakwa a comentat că Stierlitz este văzut acționând mai mult din dragoste față de patria sa decât datorită convingerilor socialiste, reflectând îmbrățișarea treptată a patriotismului local de către publicul sovietic și guvernamental, care a înlocuit solidaritatea proletariatului internațional evidențiată în trecut.
Catherine Nepomnyashchy a remarcat că la un alt nivel, intriga subliniază că rezultatul celui de-al Doilea Război Mondial era deja decis, iar Aliații se pregăteau pentru Războiul Rece; 17 clipe ale unei primăveri îi prezintă pe americani ca adversari, în timp ce germanii au fost „analizați și ca cei buni și ca cei răi”, în conformitate cu atmosfera politică din anii 1970: pe lângă prezentarea pozitivă a mai multor germani, precum Schlag și Pleischnner, chiar și Heinrich Müller este portretizat aproape amiabil.James von Geldern a comentat că liderii naziști au fost portretizați cu o „simpatie necunoscută telespectatorilor sovietici”.
Vladimir Șlapentoh a considerat că serialul și-a atins popularitatea descriind o „poveste captivantă de spionaj [ușor de digerat] de mase” și, în același timp, ademenind Intelligentsia cu „paralele slab deghizate” între Germania Nazistă și Uniunea Sovietică a lui Stalin. Von Geldern a scris că Semionov s-a folosit de „Germania Nazistă pentru a face o critică vicleană asupra societății sovietice”. Konstantin Zaleski, de asemenea, a remarcat că aparatul de stat german, așa cum este prezentat în 17 clipe ale unei primăveri, seamănă puțin cu realitatea, dar amintește mai degrabă de sistemul stalinist și de cel sovietic în general. De asemenea, Nepomniachi a concluzionat că serialul „sugerează o analogie între Germania lui Hitler și Uniunea Sovietică” și l-a analizat pe Stierlitz ca pe o „paradigmă a supraviețuirii intelectualului onest în statul totalitar... ascunzându-și adevărata față de birocrația inumană a statului”. Cu toate acestea, în timp ce scria că există o „atmosferă subversivă inerentă” în 17 clipe ale unei primăveri, Nepomniachi nu a fost sigur dacă acest lucru a fost intenționat sau nu.
Mark Lipovetski a văzut serialul ca o metaforă a vieții în URSS în momentul producției sale și a crezut că popularitatea sa este o consecință a acestui fapt: Stierlitz - și, de asemenea, Schellenberg - au simbolizat generația de tineri intelectuali rebeli care au absolvit universitățile în anii 1960, dar s-a alăturat aparatului guvernamental în primii ani ai conducerii lui Brejnev. Deși aparent loial superiorilor săi, Stierlitz este dușmanul lor ascuns și se luptă constant cu imensa birocrație despre care se presupune că o servește. Serialul a oferit și alte mesaje cu care tânăra intelectualitate s-ar putea identifica, inclusiv o portretizare ideală a „Occidentului” ca fiind ordonat și prosper, deși Lipovetski a subliniat, de asemenea, că acest peisaj era în mare parte un concept sovietic despre felul în care ar arăta țările străine.
Stephen Lovell a scris că serialul a fost atât „o piesă complet ortodoxă a culturii Războiului Rece”, centrată pe un complot american de a face pace separată cu germanii, care este zădărnicit de un om care „corespunde modelului realist socialist al unui erou pozitiv”; dar oferă, în același timp, o „privire atrăgătoare” asupra bogatului „Vest imaginat”, unde proprietatea de mașini private, coniacul și cafeaua importată erau din abundență – făcându-l „un document clasic al fascinației ambivalente sovietice” față de Occident. Lovell a descris că este un „urtext al civilizației sovietice târzii”.

### Impact cultural
Personajul lui Stierliz era deja recunoscut ca cel mai cunoscut spion fictiv din URSS înainte de difuzarea serialului 17 clipe ale unei primăveri și a fost popularizat în continuare ulterior. Reporterul revistei Time, John Kohan, l-a definit ca un „James Bond sovietic”, o comparație făcută și de Vladimir Șlapentoh, David MacFayden și alții. Ivan Zasurki a comentat că, pe lângă atingerea unui „statut asemănător lui Bond”, acesta a intrat în „subconștientul popular”. Birgit Beumers a adăugat că a devenit o „figură de cult” și este cel mai cunoscut personaj fictiv din istoria cinematografiei ruse.
Intenția inițială a lui Andropov în realizarea serialului a fost îndeplinită: Mihail Geller a considerat 17 clipe ale unei primăveri „una dintre cele mai de succes operațiuni de publicitate pentru KGB”. Vladimir Putin a povestit că decizia sa de a se alătura organizației a fost motivată de thrillerele de spionaj din copilăria sa, printre care și serialul lui Lioznova. Ivan Zarusky a remarcat că influența serialului asupra opiniei publice a contribuit în mare măsură la popularitatea lui Putin la începutul mandatului său ca președinte al Rusiei, deoarece experiența sa ca agent al serviciului în Germania de Est i-a permis să-l identifice cu spionul fictiv; Putin a continuat să beneficieze de asta și mai târziu și a rămas asociat cu personajul. Caterine Nepomniașki a reamintit, de asemenea, că „fenomenul Stierlitz” a fost adesea menționat de comentatori în primii ani de putere ai președintelui.
Politologii sovietici Iuri Krasin și Alexander Galkin au legat ascensiunea mișcării neo-naziste din țara lor în anii 1970 cu „reprezentarea romantică” a Germaniei din timpul războiului și a conducătorilor săi din serial. Richard Stites a afirmat că liderii unei celule neo-naziste, care au fost arestați în anii 1970, au fost influențați de 17 clipe ale unei primăveri și și-au dat nume după unele dintre personajele principale.
Sloganele și expresiile din serial au intrat în limbajul rus și au rămas în uz comun. În 2006, Russian Life a evaluat 17 clipe ale unei primăveri drept cea mai citată producție de film sau televiziune din istoria țării. Alexander Kozintsev a scris că seria a fost mai presus de toate popularizată în cultură printr-un „corp imens de glume cu Stierlitz ”, care a intrat în „folclorul urban”, potrivit Birgitei Beumers.  Lingvistul rus Ghennadi Slișkin, care a cercetat influența serialului asupra vorbirii populare (vernaculare), a remarcat că numele personajelor au devenit sinonime cu alte cuvinte: în jargonul pescarilor, „Stierlitz” a devenit numele unei variante de platică comună, despre care se știe că este greu de prins; între ei, școlarii se refereau adesea la director și la asistentul său șef drept „Müller” și „Bormann”. La fel au făcut și prizonierii, când făceau aluzie la directorii lor de închisoare.

## Acuratețe istorică
Walter Lacquer a criticat prezentarea de către Semionov a evenimentelor din jurul negocierilor Wolff-Dulles, susținând că autorul a ales o „interpretare sinistră a istoriei”, deoarece o reprezentare mai corectă nu i-ar fi folosit la nimic. Deși discuțiile au fost descrise ca o „intrigă imperialistă... ceea ce s-a întâmplat a fost mult mai simplu”: Veaceslav Molotov a fost informat în prealabil prin anumite canale, iar Dulles nici măcar nu s-a opus includerii sovieticilor la discuții; Averell Harriman a fost cel care l-a convins pe Roosevelt să nu le permită să participe.
Deși susține opinia că Germania, așa cum este prezentată în 17 clipe ale unei primăveri, semăna mai mult cu Uniunea Sovietică decât cu omologul său real, istoricul rus Konstantin Zalesski a remarcat și numeroase inexactități, erori și inconsecvențe în serial. În cartea sa din 2006, 17 clipe ale unei primăveri: o oglindă deformatoare a celui de-al treilea Reich, Zalesski a subliniat multe astfel de lucruri. De exemplu, în timp ce pastorul Schlag este presupus a fi un preot catolic, el posedă toate caracteristicile unuia luteran, inclusiv titlul de „pastor”; Müller este decorat cu Blazonul de onoare al luptătorilor antici (în germană: Ehrenwinkel der Alten Kämpfer), deși s-a alăturat NSDAP abia în 1939; Stierlitz și Schlag ascultă cântecul Milord al lui Édith Piaf, care a fost lansat tocmai în 1959; toți membrii SS sunt văzuți că poartă uniformă neagră – care au fost înlocuite cu cele gri din 1938 – și fumează frecvent, în ciuda campaniei de interzicere a acestui obicei; iar Gestapo folosește înregistratoare de buzunar cu tranzistori din anii 1960. În plus, Joseph Goebbels, Hermann Göring și Heinrich Himmler aveau toți studii universitare, mai degrabă decât doar secundare, așa cum se susține în serie: Goebbels a devenit Gauleiter al Berlinului în 1926, nu în 1944. La un moment dat, filmarea de arhivă cu Julius Streicher este prezentată ca și cum ar fi a lui Robert Ley. Un alt detaliu incorect a fost reprezentarea lui Friedrich Krüger ca lider al SS și al poliției în Polonia la începutul anului 1945, cu toate că a fost eliberat din această funcție în noiembrie 1943.

## Spin-off-uri și parodii
În 2009, mai multe companii internaționale au fost angajate de Rusia pentru a colora serialul. Costurile ridicate și dificultățile tehnice au dus la eliminarea mai multor secvențe din episoadele originale. Noua versiune a fost supusă criticilor la difuzare, inclusiv pentru calitatea slabă a noului format. Partidul Comunist din Sankt Petersburg a condus o campanie împotriva lui.
Stierlitz a fost, de asemenea, eroul altor filme și seriale de televiziune realizate de-a lungul anilor, inclusiv Diamante pentru dictatura proletariatului din 1975, Viața și moartea lui Ferdinand Luce din 1976, Varianta spaniolă din 1980 și Isaev din 2009.
Parodiile Samizdat ale producției 17 clipe ale unei primăveri au fost distribuite deja în anii 1970, fiind și aprobate de autorități. Filmul rus din 2008 Ghitler kaput! (în rusă Гитлер капут!) a fost conceput în principal ca o reinterpretare comică a producției 17 clipe ale unei primăveri. Spioana rusă Anna Chapman a jucat într-o parodie a scenei în care Stierlitz și soția sa s-au întâlnit, difuzată de Canalul 1 rusesc pentru Revelionul din 2011.

### Articole
- Theimer Nepomnyashchy, Catharine (2002). „The Blockbuster Miniseries on Soviet TV: Isaev-Stierliz, the Ambiguous Hero of Seventeen Moments in Spring” (PDF). The Soviet and Post-Soviet Review. BRILL. 29: 257–276. doi:10.1163/187633202X00044. ISSN 1075-1262. Arhivat din original (PDF) la 6 aprilie 2012. Accesat în 15 decembrie 2011.